# المولد المتزامن ذو المغنطة الدائمة
المولد المتزامن ذو المغنطة الدائمة هو مولد يتم فيه تهييج الدوار بواسطة مغناطيس دائم بدلا من ملف نحاسي. مصطلح المتزامن يشير إلى أن الدوار والحقل المغناطيسي يدوران بنفس السرعة.
 المولدات المتزامنة هي مصدر معظم الطاقة الكهربائية التجارية. و تستخدم عادة لتحويل خرج الطاقة الميكانيكية للتوربينات البخارية، وتوربينات الغاز والمحركات المكبسية والتوربينات المائية إلى طاقة كهربائية للشبكة.توربينات الرياح تستخدم المولدات غير المتزامنة حصرا.